# Hrabata z Lucemburku (Wigerichovci)
Hrabata z Lucemburku z rodu Wigerichovců někdy též označovaní jako Moselská dynastie byli prvními panovníky Lucemburského hrabství, kterému vládli od roku 968, resp. od roku 1059 do roku 1136. S Lucemburskou dynastií, vládnoucí také v Českých zemích, nejsou po meči příbuzní.

## Původ rodu
Hrabata z Lucemburku odvozují svůj původ od Wigericha, župního hraběte (německy Gaugraf) v Bidgau a falckraběte lotrinského. Byl leníkem dolnolotrinských vévodů a jeho ženou byla Kunigunda, dcera princezny Ermentrud Franské a po matce tedy vnučka neustrijského krále Ludvíka II. Koktavého. Kunigundina otce neznáme, pouze víme, že Kunigunda byla dědičkou řady statků v Ardenách. Potomci Wigericha a Kunigundy posléze získali řadu statků v oblasti pomezí dnešní Belgie, Francie a Německa a stali se mj. župními hrabaty ardenskými, henegavskými a brabantskými, hrabaty z Verdunu, markrabími antverpskými, hrabaty z Baru a nakonec i vévody horno- a dolnolotrinskými. Wigerichův nejmladší syn Siegfried se roku 968 stal hrabětem v pozdějším Lucembursku, ovšem sám se tituloval jen jako župní hrabě z Moselgau (Moselské župy). Siegfriedův vnuk Giselbert používal titul hraběte ze Salmu a právě od Giselbertova mladší syna Heřmana povstala větev hrabat ze Salmu, která ze všech větví Wigerichovců přežila nejdéle, až do roku 1784.

## Dějiny rodu
Giselbertův starší syn Konrád I., který se jako první od roku 1059 tituloval hrabě z Lucemburku, založil lucemburskou pošlost, vládnoucí do roku 1136, kdy poslední lucemburský hrabě, Konrád II. umírá bez mužských potomků. Císař proto toto uprázdněné říšské léno přiřkl Jindřichovi, synovi hraběte Gotfrieda z Namuru a Ermesindy, dcery Konráda I. Lucemburského. Přes Jindřichovu dceru Ermesindu a jejího druhého manžela Walrama nastupuje roku 1247 v Lucembursku dynastie hrabat arlonských, v Čechách známá jako Lucemburkové.
Související informace naleznete v článku Seznam lucemburských panovníků